# Нечаевская (Владимирская область)
Нечаевская — деревня в Гусь-Хрустальном районе Владимирской области России, входит в состав Муниципального образования «Посёлок Мезиновский».

## География
Деревня расположена в 13 км на восток от центра поселения посёлка Мезиновский и в 14 км на юг от Гусь-Хрустального, железнодорожная станция Нечаевская на линии Черусти — Муром.

## История
Посёлок при станции Нечаевская образован после 1912 года в результате постройки линии Люберцы — Муром — Арзамас Московско-Казанской железной дороги.
С 1929 года деревня входила в состав Деминского сельсовета Гусь-Хрустального района, позднее — центр Нечаевского сельсовета, с 2005 года деревня в составе муниципального образования «Посёлок Золотково».
С 1928 года в деревне был образован колхоз «Большевик», неизменным председателем которого был дважды Герой Социалистического Труда Аким Васильевич Горшков.

## Население
| 1926 | 2002 | 2010 | 2021 |
| ---- | ---- | ---- | ---- |
| 100  | ↗880 | ↘799 | ↘626 |

## Инфраструктура
В деревне расположены Нечаевская основная общеобразовательная школа (образована в 1931 году), детский сад № 21, фельдшерско-акушерский пункт, отделение федеральной почтовой связи.